# Július Štetka
Július Štetka též Gyula Stetka či Julius Stettka (29. srpna 1855, Kráľova Lehota – 14. října 1925, Budapešť) byl slovensko – maďarský malíř.

## Život a dílo
Po dvou letech příprav na Mintaránztanodě v Budapešti studoval dva roky na Akademii výtvarných umění ve Vídni a poté se stal studentem Sándora Wagnera v Mnichově. V roce 1883 se vrátil domů a pokračoval ve studiu umění na mistrovské škole Gyula Benczúr. Od roku 1888 se podílel na uměleckém životě hlavního města jako asistent pedagoga. Byl členem představenstva Národní společnosti maďarských výtvarných umění.
Malířské kompozice, portréty a žánrové obrazy maloval ve stylu mnichovské akademie. Vynikl jako portrétista a autor maleb s náboženskou tematikou. Ve své tvorbě byl ovlivněn mj. Juliem Bencúrem. Navštěvoval pravidelně výstavy v hlavním městě. Jeden z jeho obrazů koupil František Josef I. Obraz Tres faciunt collegium získal diplom v Berlíně v roce 1892. Kristovo dílo na kříži je jedním z oltářních obrazů baziliky sv. Štěpána. V roce 1916 vyhrál jeho autoportrét cenu Grand Prix Maďarské společnosti výtvarných umění.
V posledních letech svého života vylíčil portréty mnoha významných osobností. Některá jeho díla jsou ve sbírkách Maďarské národní galerie a Muzea výtvarného umění.
Je autorem oltářního obrazu evangelického kostela v Ustroni.

## Galerie

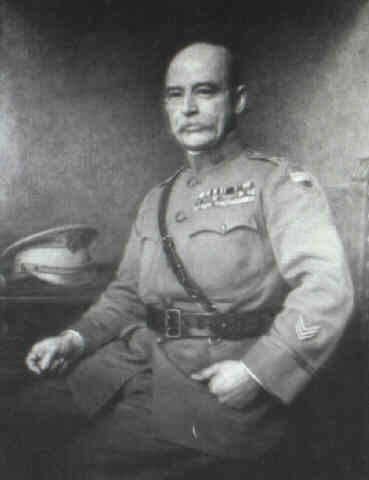
Harry Hill Bandholtz
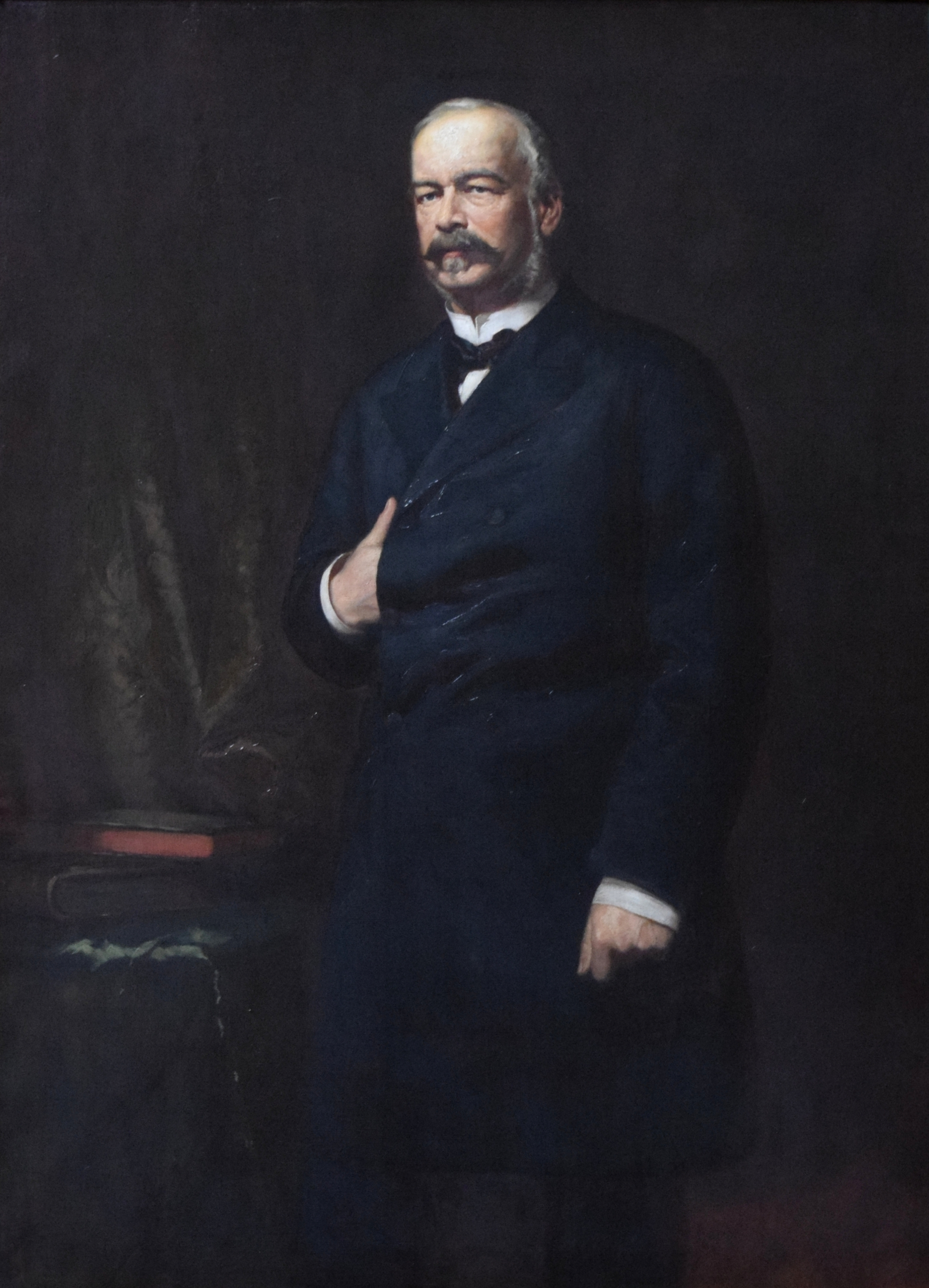
Menyhért Lónyay
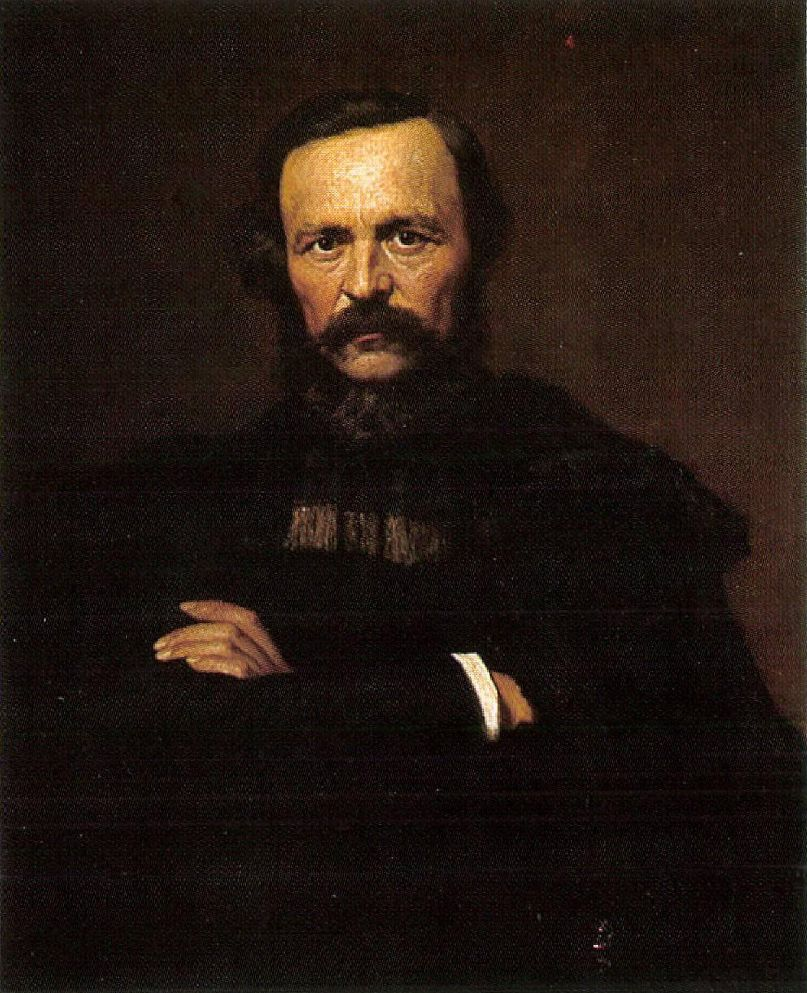
József Eötvös
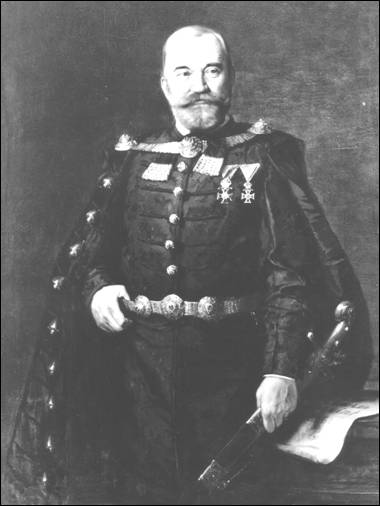
József Lonovics
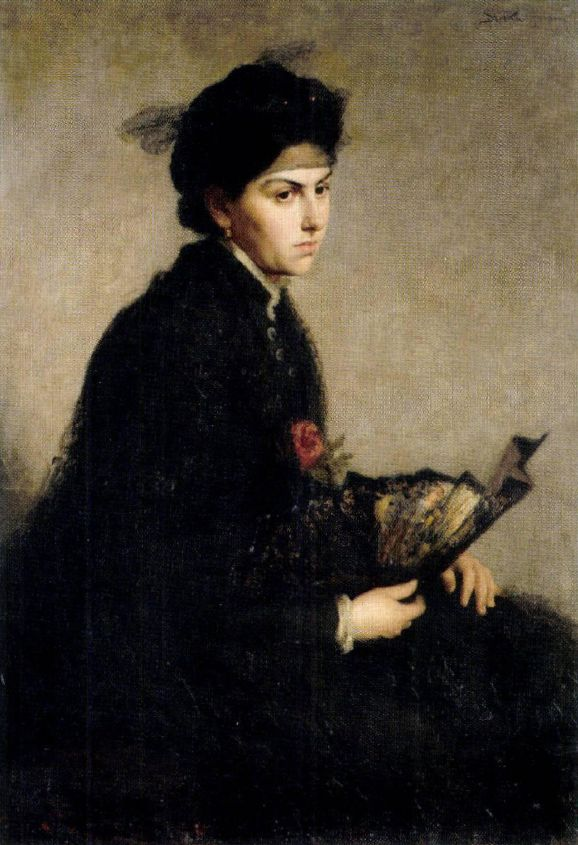
Ilona Heller, 1884
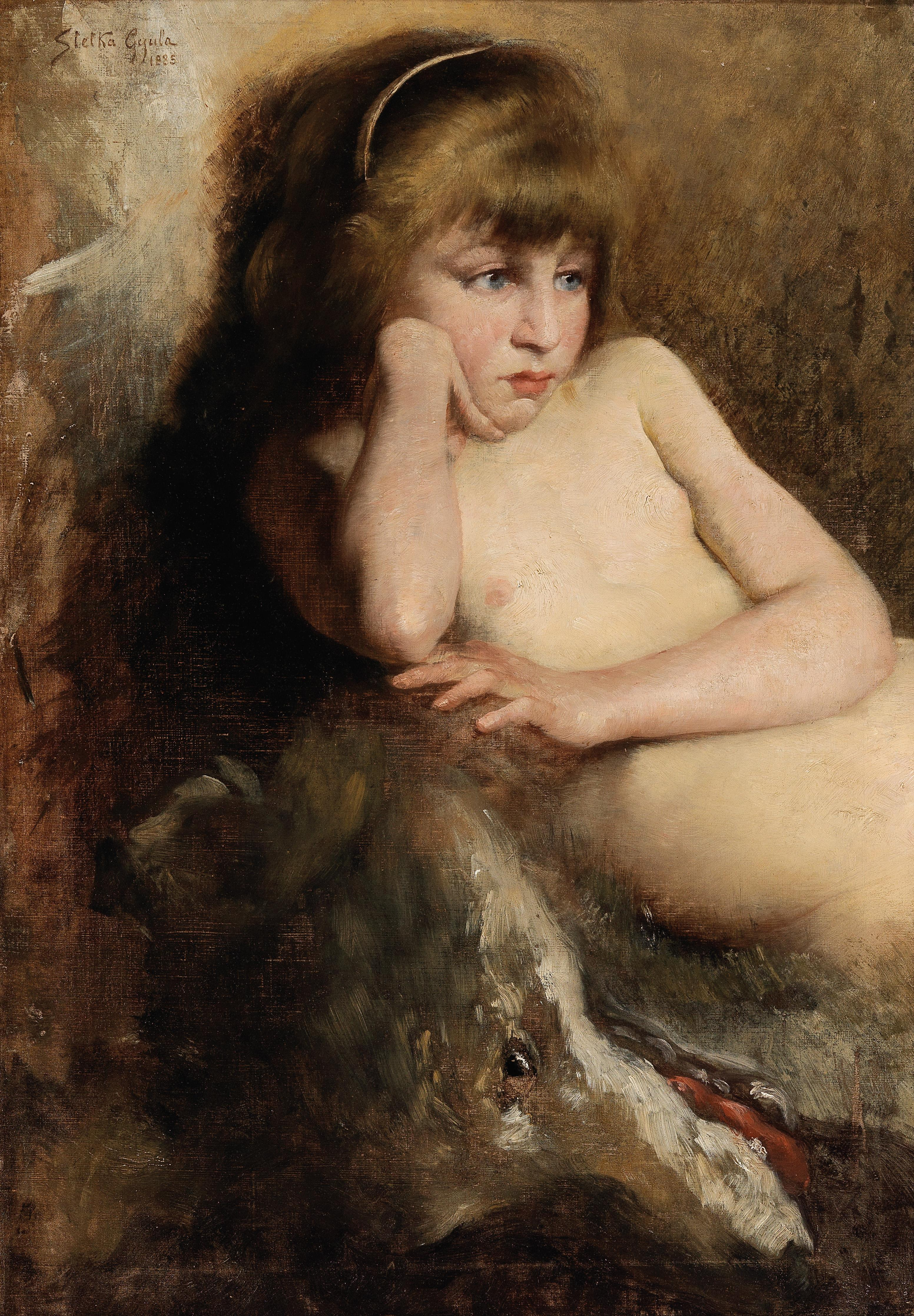
Lost in Thought
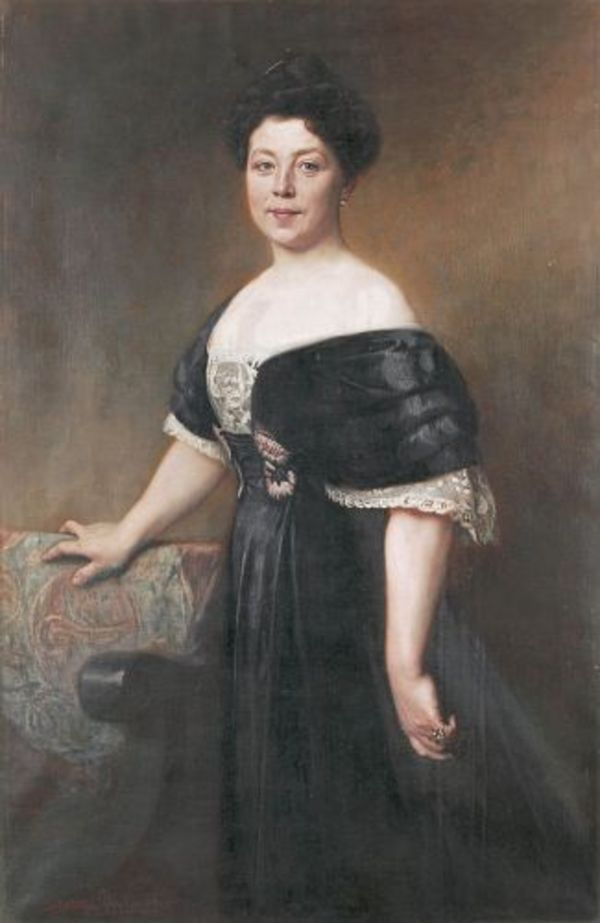
Portrait of a Noble Lady
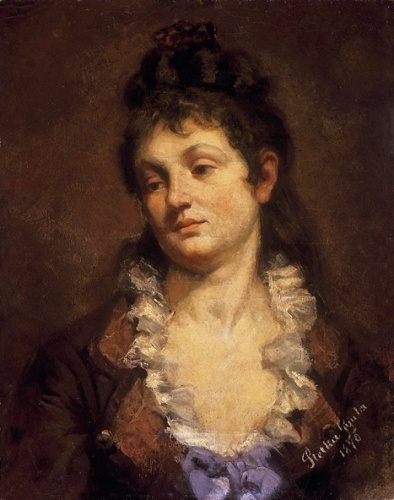
Női portré, 1870